# Meisje met de rode hoed
Meisje met de rode hoed is een klein schilderij van de Delftse kunstschilder Johannes Vermeer (1632-1675). Het werk wordt gedateerd rond 1665 en bevindt zich in de National Gallery of Art in Washington D.C.

## Beschrijving
Het schilderijtje meet ongeveer 23 bij 18 centimeter en is uitgevoerd in olieverf.
De voorstelling bestaat uit het gezicht en het bovenlichaam van een jonge vrouw die de toeschouwer naar rechts gekeerd, over haar rechterarm, aankijkt. Ze is gehuld in een mantel waarvan de blauwe kleur sterk contrasteert met het flamboyante rood van de brede baret die zij op haar hoofd draagt. Het werk is linksboven, in de achtergrond, gesigneerd met het monogram "IVM". Het voorplan wordt gevormd door twee leeuwenkopjes, links- en rechtsonder, herkenbaar van stoelen zoals Vermeer deze in zijn werk meerdere keren heeft afgebeeld. Het achterplan stelt een okerbruin en donkergroen wandtapijt voor waarvoor een relatief dik penseel werd gebruikt. Het gelaat is voor het grootste gedeelte gehuld in schaduw, met uitzondering van de linkerwang, de kin en de lichtelijk geopende lippen. Het felle zonlicht, dat van rechts komt, valt ook op haar linker oorbel en haar witkanten kraagje. 
Hoogsels zijn duidelijk aanwezig op de kaaklijn, de plooien van de mantel, de lippen (waardoor die vochtig lijken). Het glinsterend puntje in het rechteroog is niet in het  (traditionele) wit, maar in het lichtgroen aangebracht: het kleinst mogelijke complementaire kleurcontrast met het rood van de hoed.
De zware lijst waarin het werk getoond wordt is zeer breed, met afgeronde profielen, en heeft de donkere kleur van ebbenhout.

## Achtergronden
Dit type uitbeelding van een gezicht wordt meestal een 'tronie' genoemd; het gaat daarbij meer om de weergave van een uitdossing en een gezichtsuitdrukking dan dat het de bedoeling zou zijn een herkenbaar portret van een werkelijke persoon te vervaardigen.
Dit is een van de weinige werken van Vermeer op paneel. Onderzoek heeft aangetoond dat het paneel al beschilderd was met een buste van een man, waarna een krijtgrondering werd aangebracht waarop dit vrouwengezicht geschilderd is. De schildertechniek komt overeen met die van Schrijvende vrouw in het geel, waardoor dit werk rond dezelfde periode gedateerd zou kunnen worden.
Voor dit schilderij is geopperd dat Vermeer gebruiktmaakte van een camera obscura, maar sluitend bewijs is er niet.

## Geschiedenis
Over de geschiedenis van het schilderij wordt vermeld dat het waarschijnlijk stamt uit het bezit van zijn belangrijkste opdrachtgever Pieter van Ruijven en zijn familie en dat het mogelijkerwijs in 1696 in Amsterdam werd aangeboden op een veiling van werken uit het bezit van vader en zoon Dissius.
Zeker is dat het werk in 1822 geveild werd in Parijs uit het bezit van de kunsthandelaar Lafontaine die zich toen uit de zaken terugtrok. Het werd aangekocht door generaal en landschapsschilder Louis Marie baron Atthalin (1784-1856) waarna het vererfde binnen zijn familie. In 1925 werd het aangekocht door kunsthandel Knoedler met vestigingen in Londen en New York, waarna het werd aangekocht door de Amerikaanse bankier Andrew W. Mellon (1855-1933). Na zijn overlijden kwam het aan de National Gallery of Art in Washington.

## Tentoonstellingen buiten Washington
Sinds de opening van de National Gallery of Art in 1937 is het er vrijwel ononderbroken te zien geweest. Uitzonderlijk is het buiten Washington te bekijken:
- In 1995 werd het schilderij tentoongesteld in het Mauritshuis in Den Haag.
- Van 20 oktober 2023 tot 21 januari 2024 is het schilderij te bewonderen in de tentoonstelling "Krasse koppen" in het KMSKA. In het voorjaar 2024 reist deze tentoonstelling verder naar Dublin.

Diana en haar nimfen · Christus in het huis van Martha en Maria · De koppelaarster · Slapend meisje · Brieflezend meisje bij het venster · Het straatje · De soldaat en het lachende meisje · Het melkmeisje · Het glas wijn · Dame en twee heren · Onderbreking van de muziek · Gezicht op Delft · De muziekles · Brieflezende vrouw in het blauw · Vrouw met weegschaal · Vrouw met waterkan · De luitspeelster · Vrouw met parelsnoer · Schrijvende vrouw in het geel · Meisje met de rode hoed · Meisje met de parel · Het concert · Allegorie op de schilderkunst · Meisjeskopje · Dame en dienstbode · De astronoom · De geograaf · De kantwerkster · De liefdesbrief · De gitaarspeelster · Schrijvende vrouw met dienstbode · Allegorie op het geloof · Staande virginaalspeelster · Zittende virginaalspeelster
Omstreden toeschrijvingen: Sint Praxedis · Zittende vrouw aan het virginaal · Meisje met de fluit